# Dick Grayson

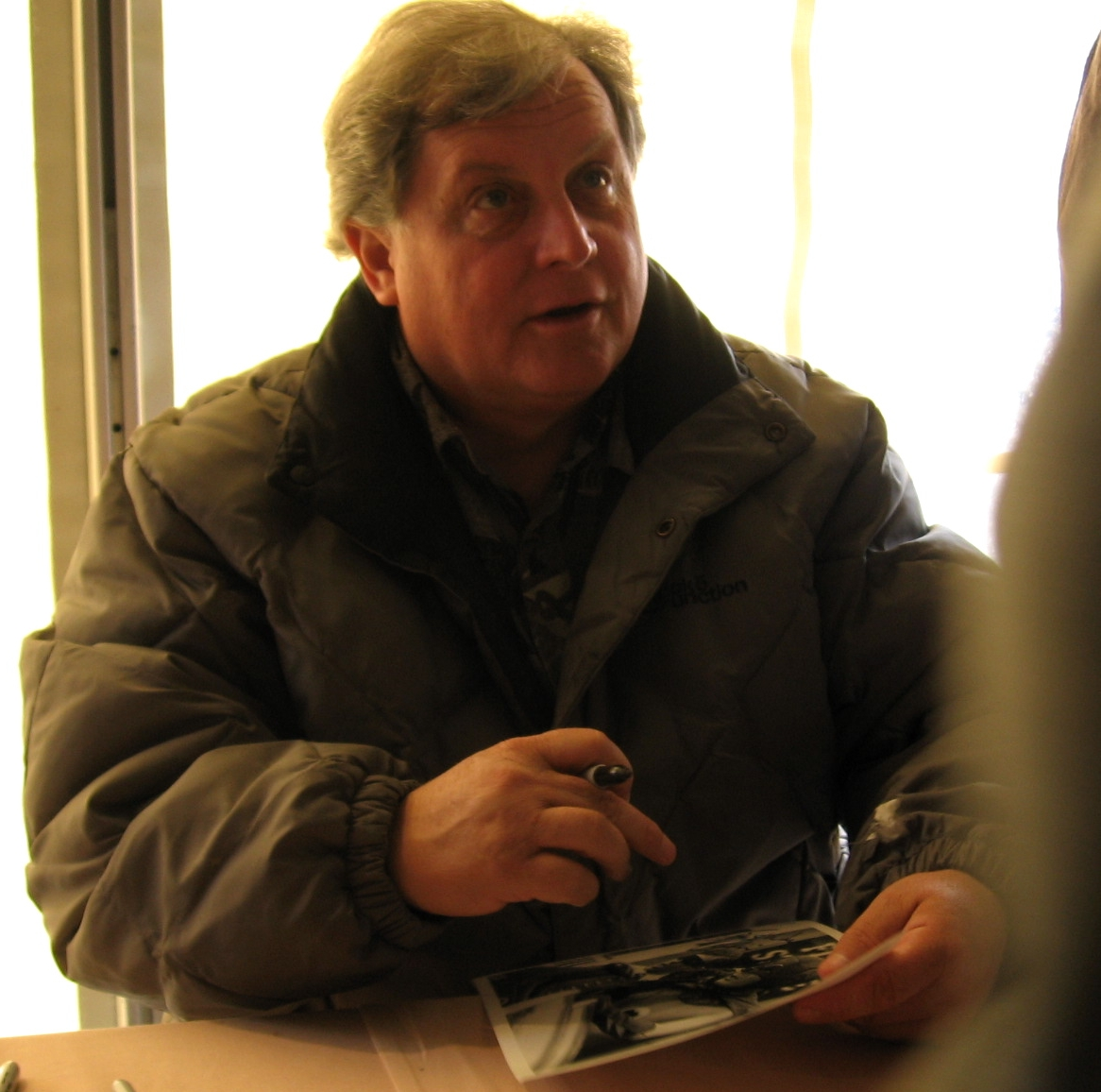
Burt Ward

Richard John "Dick" Grayson Wayne (conocido como Ricardo Tapia en algunos doblajes de series televisivas y películas en Hispanoamérica), es un superhéroe ficticio que aparece en los cómics estadounidenses publicados por DC Comics, comúnmente en asociación con Batman. Creado por el escritor Bill Finger y el artista Bob Kane, apareció por primera vez en Detective Comics # 38 en abril de 1940 como la encarnación original y más popular de Robin. En Tales of the Teen Titans # 44 (julio de 1984) el personaje retira su papel de Robin y asume el personaje de superhéroe Nightwing (Ala Nocturna) (creado por Marv Wolfman y el artista George Pérez).
El más joven de una familia de acróbatas conocidos como los "Voladores Graysons", Richard es testigo de un jefe de la mafia llamado Tony Zucco al matar a sus padres con el fin de extorsionar dinero del circo que les emplea. Después del trágico asesinato, Batman (Bruce Wayne) toma a Richard (Dick) como su pupilo legal (convertido en hijo adoptivo en algunos casos) y lo entrena para convertirse en su compañero Robin en la lucha contra el crimen. Está escrito por muchos autores como el primer hijo de Batman. Además de ser el compañero de Batman en la lucha contra el crimen, Dick se establece como el líder de los Jóvenes Titanes, un equipo de superhéroes adolescentes. De joven, se retira como Robin y adopta su propia identidad de superhéroe para afirmar su independencia, convirtiéndose en Nightwing. Como Nightwing, continúa liderando a los Teen Titans y luego a los Outsiders. En el primer volumen de su serie homónima (1996-2009), se convierte en el protector de Blüdhaven, ciudad con problemas económicos y cercana a Gotham, el lugar con el que el personaje está más estrechamente asociado. También se le ha representado protegiendo las calles de Nueva York, Chicago y Gotham City a lo largo de los años.
Dick Grayson ha asumido la identidad de Batman en algunas ocasiones. A raíz de "Batman: Knightfall", a Grayson no se le ofreció el papel de Batman mientras el original se estaba recuperando de una espalda rota, ya que Bruce sintió que Nightwing era un héroe por derecho propio y no el suplente de Batman, pero después de los eventos de la miniserie Hora Cero más tarde ese año, reemplaza temporalmente como Batman, comenzando en Robin # 0 (1994) y extendiéndose a lo largo de la historia de Batman: Prodigal en 1995. Dick nuevamente asume el manto después de los eventos de "Batman R.I.P." (2008) y Crisis final (2008-2009). Como Batman, Dick se muda a Gotham City tras la aparente muerte de su mentor y se asocia con el quinto Robin, Damian Wayne. Al regreso de Bruce, ambos mantuvieron la identidad de Batman hasta 2011, cuando Dick regresó a la identidad de Nightwing con el reinicio de continuidad de The New 52 de DC. En una historia cómica de 2014, Dick se ve obligado a abandonar la identidad de Nightwing después de ser desenmascarado en la televisión y fingir su muerte, la creación del cómic Grayson de Tim Seeley, Dick se convierte en Agente 37, el topo de Batman en la organización de espionaje nefasto Spyral. Tras la conclusión de la serie Grayson y la restauración de su identidad secreta en el número final de la serie, Dick vuelve a ser Nightwing como parte del relanzamiento de DC Rebirth en 2016. Durante la carrera de Batman de Tom King y después del matrimonio frustrado entre Bruce y Selina, Dick también se ve tomando el manto durante la primera parte del arco de "Días fríos", mientras Bruce está confinado en un jurado. mientras el Sr. Frío está en juicio.
Dick Grayson ha aparecido como Robin en varias otras adaptaciones de medios: la serie de 1943 es interpretado por Douglas Croft, la serie de 1949 interpretada por Johnny Duncan, la serie de televisión de Batman de 1966-1968 y su película interpretada por Burt Ward, interpretado por Chris O'Donnell en la película de 1995 Batman Forever y su secuela de 1997 Batman y Robin. Dick Grayson aparece en la serie de televisión Titanes para el servicio de transmisión DC Universe y HBO Max interpretado por Brenton Thwaites. Loren Lester prestó su voz al personaje de Robin en Batman: la serie animada y más tarde como la primera adaptación cinematográfica de Nightwing en Las nuevas aventuras de Batman, y el hijo adoptado accidentalmente de Batman en The Lego Batman Movie. En mayo de 2011, IGN clasificó a Dick Grayson #11 en su lista de los "100 mejores héroes de todos los tiempos". En 2013, ComicsAlliance clasificó a Grayson como Nightwing como N.º 1 en su lista de los "50 personajes masculinos más sexys en los Comics".

## Biografía ficticia

### Robin: El Chico Maravilla
El personaje fue introducido por primera vez en Detective Comics # 38 (1940) por los creadores de Batman, Bill Finger y Bob Kane. El debut de Robin fue un esfuerzo para que los lectores más jóvenes disfrutaran de Batman. El nombre "Robin, El Chico Maravilla" y el aspecto medieval del traje original están inspirados en el legendario héroe Robin Hood. El traje fue diseñado por Jerry Robinson, quien lo dibujó de memoria basándose en las ilustraciones de Robin Hood de N. C. Wyeth.
En su primera aparición, el Gran Dick Grayson es un acróbata de circo y, con sus padres, uno de los "Voladores Graysons". Robin nació el primer día de primavera, hijo de John Grayson y Mary Grayson, una joven pareja de trapecistas. Mientras se prepara para una actuación, Dick escucha a dos gánsteres que intentan extorsionar al dueño del circo con dinero de protección. El propietario se niega, por lo que los gánsteres sabotean los cables del trapecio con ácido. Durante la siguiente actuación, el trapecio desde el que se balancean los padres de Dick se rompe y los envía a la muerte. Antes de que pueda ir a la policía, Batman se le aparece y le advierte que los dos gánsteres trabajan para Tony Zucco, un jefe criminal muy poderoso, y que revelar sus conocimientos podría llevarlo a la muerte. Cuando Batman relata el asesinato de sus propios padres (Thomas y Martha Wayne), Dick pide convertirse en su ayudante. Después de un entrenamiento extenso, Dick se convierte en Robin. Empiezan por interrumpir el juego y la extorsión de Zucco. Luego lograron atraer al irritado Zucco para que visite un sitio de construcción, donde lo capturan.
El origen de Robin tiene una conexión temática con el de Batman en el sentido de que ambos ven a sus padres asesinados por delincuentes, lo que genera la necesidad de luchar contra el elemento criminal. Bruce ve la oportunidad de dirigir la ira y la rabia que Dick siente de una manera que él mismo no puede, creando así un vínculo padre / hijo y entendimiento entre los dos. A lo largo de las décadas de 1940 y 1950, DC Comics retrató a Batman y Robin como un equipo, considerándolos el "Dúo Dinámico", rara vez publicando una historia de Batman sin su compañero; Las historias completamente dedicadas a Robin aparecieron en Star-Spangled Comics desde 1947 hasta 1952.
En consecuencia, la historia del personaje de Tierra-Dos, Robin adopta todas las historias más antiguas que presentan al personaje de las décadas de 1940 y 1950, mientras que las aventuras de la corriente principal Robin (que vivió en "Tierra-Uno") comienzan más tarde en el tiempo y con ciertos elementos de su origen vuelto a contar. Ambos fueron representados como individuos separados, aunque paralelos, que vivían en sus respectivos universos, y el personaje "más viejo" de la Tierra-Dos finalmente llegó a la muerte en Crisis on Infinite Earths.

### Jóvenes Titanes
Poco después formaría con Speedy, Kid Flash (Wally West), Wonder Girl (Donna Troy) y Aqualad (Garth) el grupo Jóvenes Titanes del cual siempre se destacó por ser el líder. Robin fue mejorando sus habilidades detectivescas y de artes marciales durante sus años con Batman y los Titanes. Por pasar tanto tiempo con los Titanes, Robin empieza a alejarse de los métodos de Batman, Dick no podía ser tan frío como Bruce, llegando a causar conflictos entre ellos dos; optando Dick por abandonar la batcueva y el traje de Robin para siempre. La ruptura fue tan dura que Dick no se enteró de que Batman tenía un nuevo Robin (Jason Todd) hasta que se encontró a su sustituto en una patrulla nocturna.

### Nightwing

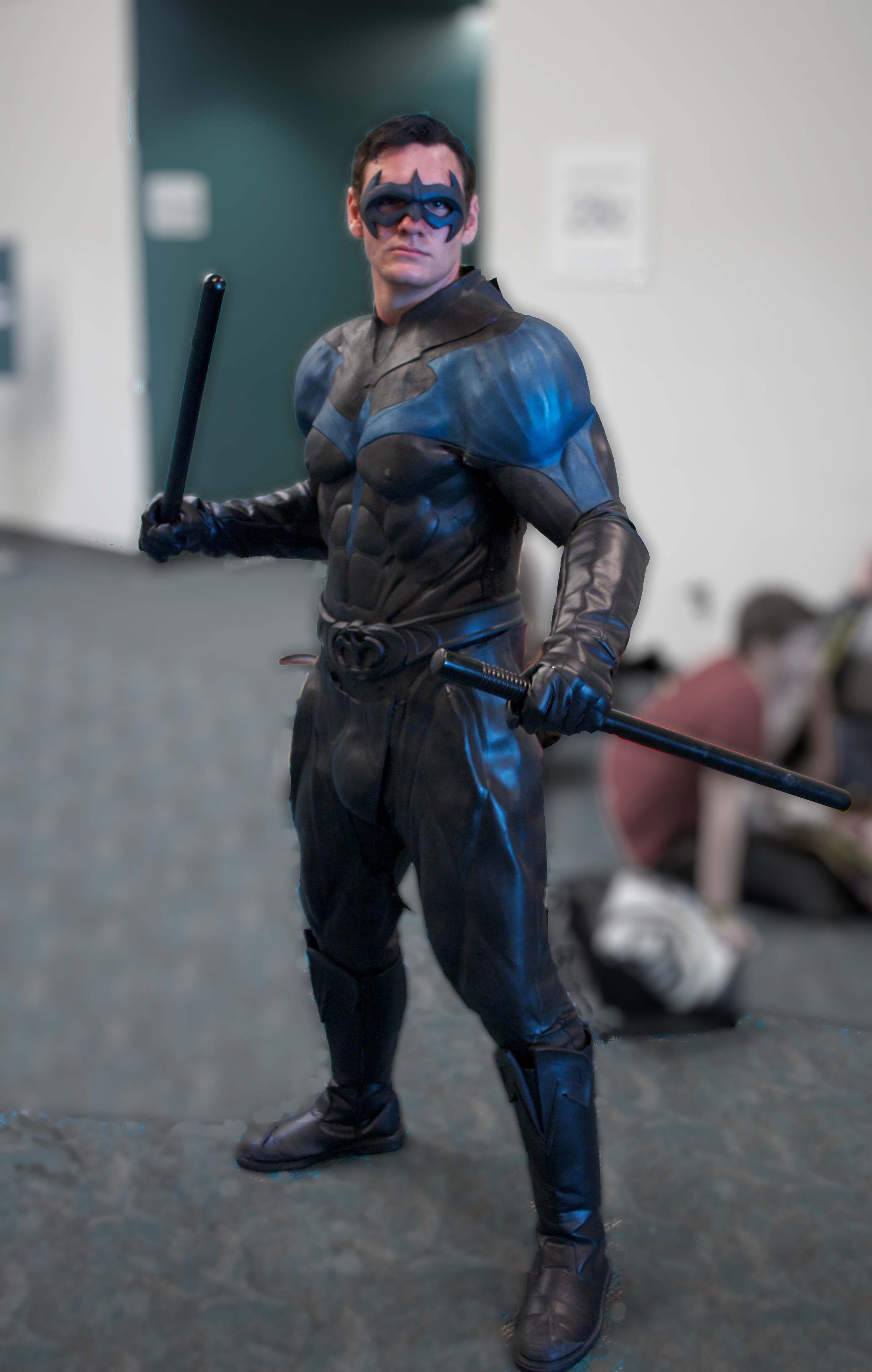
Cosplay de Nightwing.

En la continuidad posterior de Crisis on Infinite Earths, el maduro Dick Grayson se cansa de su papel como el joven compañero de Batman. Se cambia el nombre de Nightwing, recordando su aventura en la ciudad kryptoniana de Kandor, donde él y Batman conocen al héroe local del mismo nombre. Mantiene esta identidad durante su papel en los Jóvenes Titanes, y ocasionalmente regresa para ayudar a Batman y sus sucesores como Robin en la forma de Jason Todd y Tim Drake, Tim en particular se convierte en una figura de hermano menor para él.
Cuando Bane le rompe la espalda a Bruce durante el arco de la historia de Knightfall, Bruce elige a Jean-Paul Valley como su reemplazo como Batman, ya que no quiere cargar a Dick con el papel y teme que Dick pueda ir tras Bane en venganza. Sin embargo, cuando Valley demuestra ser demasiado inestable para ser Batman, Bruce se somete a un riguroso programa de recuperación y entrenamiento con la ayuda de la Doctora Shondra Kinsolving y Lady Shiva para restaurarlo a la salud completa, derrotando a Valley con la ayuda de Dick y Tim. Sin embargo, sintiendo que necesita revaluar a Batman y su misión después de la derrota de Valley, Bruce deja Gotham una vez más, después de nombrar a Dick como su sucesor durante el arco de la historia de "Pródigo". Mientras actúa como Batman, Dick se queda con una idea más clara de las tensiones psicológicas que Bruce debe soportar en el papel, además de enfrentarse a algunos de los enemigos más nuevos de Bruce, como Killer Croc, el Ventrílocuo y el Ratcatcher, mientras resuelve su propio largo de problemas permanentes con Dos-Caras.

#### Primera Etapa como nuevo Batman: "Knightfall"
Después de que Batman venciera a Azrael y sabiendo que aún no está apto para cumplir su misión debido a la gravedad de sus heridas, Bruce Wayne le da la oportunidad a Dick de ser Batman; de esta manera cumple el sueño de todo compañero de superhéroe, suceder en el puesto a su antecesor. Lamentablemente ser Robin o ser Nightwing no es lo mismo que ser Batman y Dick encuentra que aún no está preparado para ser el "Caballero de la Noche", devolviendo el manto de Batman a Bruce cuando este se recupera totalmente de sus heridas.

### Volviendo a ser Nightwing
Actualizando su traje por uno más oscuro que el usado en anteriores ocasiones, Dick vuelve a ser Nightwing y es enviado por Batman a la ciudad vecina de Blüdhaven donde el héroe se queda a residir, excepto cuando regresa brevemente a Gotham City para ayudar en algunos casos a Batman.
Entre sus seres más cercanos tenemos a Bruce Wayne/Batman (antiguo mentor y amigo), Alfred Pennyworth (mayordomo de Wayne y amigo), Tim Drake/Robin III (amigo, hermano adoptivo), Barbara Gordon/Oráculo (exnovia Batgirl), Flash/Wally West(mejor amigo, ex-Kid Flash), Donna Troy/Troia (mejor amiga, ex-Wonder Girl), Garth/Tempest II (amigo), Kori Anders/Starfire (novia) Jason Todd/Robin II (amigo,hermano adoptivo,fallecido/resucitado), Clark Kent/Superman (amigo), James Gordon (amigo, jefe de policía de Gotham City).
En "Battle for the Cowl" vemos el caos en el que Gotham City cae tras la muerte de Batman; Nightwing y Tim Drake investigan los acontecimientos descubriendo que alguien se hace pasar por Batman, un hombre con conocimiento en pelea y que utiliza antiguos Batarangs, además de armas de fuego. Grayson y Drake descubren que el impostor es Jason Todd, después de una pelea entre Grayson y Todd, Grayson decide tomar el traje de Batman y seguir con el legado de Bruce Wayne, pero después de un tiempo descubren que Bruce Wayne está vivo y nuevamente regresa a su traje de Nightwing.

### La Relación de sualter ego"Nightwing" con Superman
Como se representó primero en la historia de "Superman en Kandor" en el cómic de Superman (vol. 1) N.º 158 (enero de 1963), Nightwing es un seudónimo usado por Superman en lo escrito por Edmond Hamilton en la pre-Crisis en las aventuras en la ciudad de Kandor, una ciudad kryptoniana que fue encogida y conservada en una botella.
En Kandor, Superman no tiene ningún superpoder y, en la historia, allí es confundido con un bandido debido a una equivocación. Se disfrazan, Superman y Jimmy Olsen creando identidades de vigilantes inspiradas por Batman y Robin. Como nunca existieron los murciélagos ni los petirrojos en Krypton, Superman escogió los nombres de dos aves nativas del amigo Kandoriano de Superman Nor-Kan: "Nightwing" para él y "Flamebird" para Olsen. El Dúo Dinámico de Kandor creó los trajes evocados del plumaje de los pájaros. Nightwing y Flamebird renombraron el laboratorio subterráneo de Nor-Kan como la "Nightcave", y lo usaron como su cuartel general secreto. Ellos también convirtieron el automóvil de Nor-Kan como el "Nightmobile", y usaron "cinturones-jet" para volar a la batalla.
En Jimmy Olsen N.º 69 (junio de 1963), "El Dúo Dinámico de Kandor" presentó a Nighthound el perro de Nightwing. En "El Feudo Entre Batman y Superman" en World's Finest N.º 143 (agosto de 1964), Batman y Robin visitaron Kandor con Superman y Olsen y los dos Dúos Dinámicos se asociaron.
En la Familia Superman N.º 183 (mayo/junio de 1977), el segundo primo de Superman es idéntico a Van-Zee y su sobrino Ak-Var toman las identidades de Nightwing y de Flamebird. Los vigilantes luchan contra el crimen en su ciudad como lo hicieron Superman y Olsen.
El equipo entre Nightwing y Flamebird fue a larga una inspiración para Robin. Cuando Dick dejó su papel como Robin, recordó las aventuras Kandorianas y se renombró Nightwing, en homenaje a Batman y Superman. Después de los eventos de las Crisis en las Tierras Infinitas se reescribió la continuidad, Superman ya no tenía conocimiento de Kandor; en cambio, él recordaba a Nightwing como una leyenda urbana de Krypton que compartió con un joven Dick Grayson. Grayson (Nightwing), quien considera a Superman su superhéroe favorito e incluso lo prefiere por encima de su mentor Bruce Wayne (Batman) toma la identidad en su honor.
En Blüdhaven, un sociópata llamado Tad Ryerstad se convirtió en superhéroe, inspirado por el héroe jubilado Tarántula. Él toma su nombre, Nite-Wing, de una tienda de 24 horas que se especializa en las alas de pollo. Inestable, Nite-Wing golpeaba a las personas por delitos menores. En la primera noche de Nite-Wing fuera, es disparado y Dick Grayson, como Nightwing, protector de Blüdhaven, lo defiende de la banda de Blockbuster. Después de que Blockbuster es liberado del hospital, él mata a la banda que lo puso allí. No comprendiendo lo violento que es Ryerstad, Grayson está de acuerdo en entrenarlo. Los dos atacan a la organización de Blockbuster pero son capturados y separados. Después de que un agente secreto del FBI liberara a Nite-Wing, este lo golpeó hasta la muerte, y cuando comprendió lo que hizo, huyó. Nightwing rastreó y encarceló a Nite-Wing.
En 2001 Superman: El Hombre de Acero N.º 111, Superman y Lois Lane viajaron a Krypton. Confundidos con delincuentes, Superman y Lois se volvieron fugitivos, mientras adoptaron las identidades de Nightwing y de Flamebird para sobrevivir, así como lo hicieron Superman y Olsen en Superman N.º 158 (vol. 1).
En el 2006 en la línea de tiempo de Un Año Después, varios personajes se unen a Dick Grayson usando el nombre de "Nightwing.". Bruce Jones corre a cargo de Jason Todd rondando las calles de la ciudad de Nueva York bajo el nombre de Nightwing, copiando el traje de Grayson. Adicionalmente, un metahumano diseñador de moda llamado Cheyenne Freemont crea traje modificado de Nightwing para ayudar a Grayson.
En Supergirl (vol. 3) N.º 6, Power Girl y Supergirl asumen las identidades de Nightwing y Flamebird en un juego de la historia en Kandor, así como en las historias originales que muestran a Superman.
En "Nightwing: año uno", tras ser despedido de su puesto de Robin y expulsado de la Mansión Wayne, Dick se va a Metrópolis en busca de Superman, para solicitar el puesto de Side-kick del kriptoniano. Este le dice que no necesita un "Robin", y le cuenta la historia de Nightwing y Flamebird, inspirando a Dick a crear una nueva identidad (Nightwing) e instigandole a desarrollar sus operaciones en solitario.

### Segunda etapa temporal con el manto de Batman
Tras los acontecimientos de Batman R.I.P. y Final Crisis, Dick ha trasladado su base de operaciones a Gotham tras la ausencia de Bruce Wayne. A pesar de la negativa de Dick de volver a vestirse de Batman por no considerarse digno del manto del murciélago, y ante el caos surgido en Gotham gracias a Dos Caras, el Pingüino y Máscara Negra, Dick se ve obligado a asumir la identidad de su mentor y ser una vez más Batman.

### Los Nuevos 52/DC: Renacimiento
En la nueva continuidad creada tras el relanzamiento de las publicaciones de DC Comics en el evento conocido como Los Nuevos 52 durante 30 números de su serie Dick siguió siendo Nightwing como tal sin haber tomado alguno el manto de Batman, y tras el evento Forever Evil, se dio a conocer por parte del Sindicato del Crimen de América su identidad al público, estando secuestrado y severamente golpeado por Ultraman, y después de una muerte aparente y ser rescatado por Lex Luthor y Batman que buscaban la forma de detener al Sindicato, Batman le pide a Dick que finja su muerte para una misión especial, al asumir ser miembro de una misteriosa organización espía que surgió de las páginas de Batman Incorporated Vol.2 llamada Spyral para la cual se convirtiese en su informante e investigarla desde adentro, por lo que ahora su título fue relanzado bajo el nombre de Grayson, sin embargo, después se revela que su nueva identidad se le conoce ahora como Agente 37.
NIGHTWING: NEW ORDEN
Relanza miento de la historia de Nightwing, siguiendo a Dick Grayson como el super héroe.

## Habilidades y Recursos
Cómo Dick Grayson no posee poderes, como otros superhéroes y al igual que Batman lo compensa al recurrir a sus habilidades naturales, inteligencia, recursos, tecnología avanzada y la máxima fuerza y resistencia atléticas de un hombre en sus veinte años q se dedica regularmente al ejercicio físico intenso. Esta combinación de habilidades lo convierte en uno de los luchadores contra el crimen más brillantes de la Tierra en el Universo DC.
Una de sus habilidades más notables es su habilidad en las artes marciales, recibiendo un riguroso entrenamiento desde una edad muy temprana de parte de su mentor para desempeñar su papel como compañero y aliado, como Robin. Si bien su entrenador principal era Batman también recibió entrenamiento de combate de Wildcat, Richard Dragón y entrenamiento de espionaje de Cazadora. Al llegar a una edad adulta a entrenado con algunos de los más grandes artistas marciales de la Tierra así como compañeros Titanes y de la batifamilia.
Con el tiempo Grayson se convirtió en un maestro de al menos una docena de artes marciales en las que enfatiza el Kali o Eskrima y Savate (también incluye disciplinas como Judo, Aikido, Capoeira, Kung fu, Jeet Kune Do, Karate, Taekwondo, Muay Thai, Wing Chun, Krav Maga, Jiu Jitsu, Boxeo y Artes marciales mixtas combinando cada uno de sus estilos durante sus peleas para vencer a sus oponentes) además de hacer uso de sus grandes habilidades acrobáticas. Su capacidad y potencial de lucha son suficientes para haber recibido elogios de otros compañeros artistas marciales y luchadores como Lady Shiva, Deasthroke y R'as al Ghul, este último quién le otorgó el título de "Detective" en respuesta a su derrota en un duelo de espadas ante Grayson. Cómo profesor de artes marciales demostró ser lo suficiente capaz como para enseñar a Tim Drake, Rose Wilson/Ravager, Thunder, Nightrunner y al hijo del murciélago Damian Wayne.
Nightwing es un prodigioso atleta, trapecista y gimnasta natural poseyendo un nivel máximo de habilidades acrobáticas y es considerado el más grande acróbata humano del Universo Dc. También el único ser humano en la Tierra que puede hacer un salto mortal cuádruple (anteriormente era uno de tres, los otros dos siendo sus padres). Además de esto posee una máxima condición física humana habiendo llevado su fuerza, resistencia, aguante, velocidad, reflejos, coordinación, destreza,  equilibrio y agilidad a su límite.
Cómo ex aprendiz de Batman Dick es muy inteligente y es considerado un detective de clase mundial ya que posee conocimiento sobre ciencias forenses y criminología obteniendo un título de la primera. Sus habilidades y conocimiento como análisis deductivo, ciencias psicológicas, su capacidad para leer a las personas, trabajo investigativo y su inherente forma brillante de pensar lo convierte en uno de los mejores detectives de la tierra. Después de haber recibido la mejor educación como el pupilo de Bruce Wayne el habla con fluidez en inglés, rumano (su lengua materna), francés, español, ruso, mandarín, cantonés, japonés, el idioma extraterrestre tamaraniano y el lenguaje de señas americano, además de obtener ciertos conocimientos científicos, informáticos y de ingeniería.
Dick Grayson también es un maestro experimentado estratega, táctico, planificador estratégico, maestro en la prestidigitación y habilidades superlativas en liderazgo ya que se desempeñó como líder de los Jóvenes Titanes, Los Marginales e incluso de la Liga de la Justicia. Además los esfuerzos y habilidades interpersonales de Dick lo convierten en un maestro al unificar e inspirar a la comunidad de superhéroes, una habilidad en la que ha superado a su mentor, se lo describe como “el héroe más confiable después de Superman”.
Entre el otro repertorio de habilidades de Grayson incluyen el disfraz, el entrenamiento avanzado en espionaje y técnicas de interrogación, hacker capacitado, el sigilo, la esgrima, es un gran rastreador, una gran puntería y uso de armas arrojadizas (batarangs), la esgrima, el arte del escape y la infiltración y muchas otras disciplinas de combate/no combate. 
Además de sus recursos como el hijo adoptivo y heredero de Bruce Wayne, los padres de Dick también le dejaron un fondo fiduciario que Lucius Fox convirtió en una pequeña fortuna. Aunque no es comparable a la riqueza de Bruce Wayne, ha sido suficiente para mantener su equipo de Nightwing, la compra de los derechos del Circo de Haly (salvando al antiguo hogar de Dick de problemas financieros), y la compra secreta de su anterior edificio de apartamentos en Blüdhaven. En la serie actual de Nightwing, Dick es el heredero universal de Alfred Pennyworth tras la muerte de este. Pennyworth decidió legar su fortuna personal a Dick, porque, conociendo su bonhomia, estaba seguro de que el chico daría un buen destino a la misma, como así ocurre. Tras asegurarse una parte del dinero de Alfred que le permita vivir desahogadamente hasta la vejez, Grayson destina el resto a la creación del orfanato Alfred Pennyworth para niños de la calle, lo que acaba granjeandole la enemistad de los mafiosos de Bludhaven.

### Uniformes
Como Robin: El traje de Robin utilizado por Dick Grayson aludió al Petirrojo americano y a Robin Hood. La capa fue alternativamente descrita como verde o amarilla. Inicialmente su traje ha sido alterado en diversas ocasiones debido a que originalmente había utilizado una versión de su traje como acróbata modificado, donde había utilizado un uniforme con unos pantalones cortos. En la versión de Los Nuevos 52 se actualizó en sus primeros tiempos al uso de un pantalón verde como lo mostraron en un flashback de Titans Hunt.
Como Nightwing: El traje de Nightwing utilizado por Grayson fue hecho a partir de una versión de Nomex resistente al fuego, y material revestido de Kevlar, de triple tejido. Totalmente negro con su logotipo azul en el pecho, el cual fue cambiado a rojo para los nuevos 52. Antes del reboot de continuidad, el primer traje de Nightwing tenía un cuello con un toque influenciado en la moda setentera y ochentera, igualmente, tenía una excelente protección contra el daño, y también estaba aislado contra la electricidad. Específicamente adaptado a su estilo de lucha, el traje de Nightwing tenía menos incrustaciones en su armadura corporal, a diferencia de Batman, anticipando una menor necesidad de absorción de impacto y una mayor capacidad de movimiento. Contra oponentes tanto rápidos como fuertes, Nightwing tenía recubrimientos suplementarios en su armadura corporal que podía unir a sus guantes, botas, hombros, y máscara. En lugar de una capa de color negro para mantenerse oculto, lo cual a Grayson no le gustaba ponerse, el traje era sensible a la luz, oscureciéndose cuando no había luz en la zona.

## Apariciones en otros medios

### Televisión

#### Acción en vivo
- El actor Burt Ward interpretó a Dick Grayson/Robin en la serie de televisión Batman que se desarrolló entre 1966 y 1968, lo que hizo que Robin y Grayson fueran partes inseparables de los mitos de Batman. En la serie, Dick era pupilo de Bruce (en lugar de hijo adoptivo) y asistió a "Woodrow Roosevelt High School". Robin se destacó por la entrega de una línea que comenzaría con "Holy" y terminaría con "Batman", como "Bonito mercerío, Batman!" O "¡Santo montón atómico, Batman!" Ward también repitió el papel para el largometraje producido en 1966 junto con la demostración, así como para el especial de Leyendas of superheroes de la televisión del NBC 1979.
- El 1 de octubre de 2008, se anunció que la Red CW Network estaba preparando un nuevo piloto de acción en vivo llamado The Graysons que seguiría la vida de un pre-Robin Dick Grayson.[12] Los productores de ejecutivos de Smallville, Kelly Souders y Brian Peterson, así como el productor ejecutivo de Supernatural, McG y Peter Johnson, estaban detrás de The Graysons.[13] El 6 de noviembre de 2008, Variety reveló que el ejecutivo de Warner Bros., Jeff Rubinov, quien inicialmente había apoyado el proyecto, había descartado el programa. Rubinov declaró que "el estudio ha optado por no seguir adelante con el desarrollo de The Graysons en este momento", afirmando que el concepto no encajaba con los objetivos de la actual franquicia de Batman
- Rob Gorrie aparece como John Grayson en el episodio de la serie de 2014 Gotham "The Blind Fortune Teller" como el foco principal del episodio, que se centra en el Circo de Haly, The Flying Graysons, y él y su prometido Mary Lloyd's plan para casarse y tener un Hijo, presumiblemente Dick. Showrunner Bruno Heller había bromeado una historia "Prenatal Robin" que involucra a los padres de Dick Grayson.
- El actor Brenton Thwaites interpreta a Dick Grayson/Robin en la serie de televisión Titans, que se transmite a través del servicio de streaming DC Universe.[14] Inicialmente la serie iba a ser emitida en el canal TNT, sin embargo, su lanzamiento fue cambiado hacia la plataforma digital de pago creada por Warner Bros. El episodio piloto fue escrito por Akiva Goldsman, Geoff Johns y Greg Berlanti, junto con la participación de Sara Schechter en el rol de productora.[15]
- Douglas Croft interpretó a Robin en la serie de Batman de 1943, que trataba de la lucha de Batman y Robin contra el Dr. Daka, un científico japonés que inventó un dispositivo que convierte a las personas en pseudo-zombis.
- El sucesor de 1949 Batman y Robin, el actor Johnny Duncan asumió el papel. La trama trató con el dúo dinámico frente al Mago, un misterioso villano encapuchado.

#### Animación
- Dick Grayson apareció en muchas de las primeras series de animación relacionadas con los superhéroes de DC Comics. Estos programas incluyen:
  - La hora de la aventura de Batman y Superman por Filmation que funcionó de 1968 a 1969.
  - Las nuevas aventuras de Batman, que reempaquetó partes de la serie anterior de Filmation para su retransmisión en 1969.
- Varios espectáculos de los Súper amigos producidos por Hanna-Barbera desde 1975 hasta 1985. Estos incluyen:
  - Súper amigos
  - La nueva hora de los Super Amigos
  - Desafío de los Super Amigos
  - Super amigos, el programa de los más Grandes del Mundo
  - Super Friends (1980)
  - El equipo Super Poderoso: Guardianes Galácticos
- Dick Grayson apareció en Batman: la serie animada y Las nuevas aventuras de Batman, interpretada por Loren Lester (como Robin en Batman: la serie animada y Nightwing en Las nuevas aventuras de Batman). Mientras que gran parte del pasado del personaje permaneció igual, el traje de Robin de Dick fue actualizado a un look moderno con mangas cortas y pantalones largos como el traje original de Tim Drake Robin. Mientras Grayson asistía a la universidad en la Gotham University, salió con Barbara Gordon, pero ninguno de los dos era consciente de la identidad secreta del otro a pesar de haber trabajado juntos.[16][17] Dick finalmente se retiró como Robin y dejó Gotham después de llegar a los golpes con Batman sobre el control del caballero oscuro y el comportamiento despiadado. En Las nuevas aventuras de Batman, el personaje regresó como Nightwing. Mientras trabajaba con Batman y Batgirl, nunca se reconcilió completamente con los dos, sin embargo, establece un vínculo de trabajo fuerte con su sucesor Robin Tim Drake.[18][19][20]

- En un capítulo de la Liga de la Justicia Ilimitada se ve un cameo en las sombras de Nightwing en un edificio. El personaje al igual que los de la Familia de Batman, no pudieren presentarse en la serie debido al llamado "Bat-embargo" en el cual se prohibió utilizar a dichos personaje de Batman, ninguno de sus personajes relacionados puede utilizarse. Esto es debido a la serie The Batman, la cual no está situada en el mismo universo de ficción, y por lo tanto se quiso prevenir que un mismo personaje aparezca en dos programas diferentes, para no confundir a los espectadores. Por similares razones de derechos no otorgados, no se permite el uso de Blue Beetle, Hombre Plástico (aunque sí es mencionado por como Hombre Elástico), toda la línea Vértigo, Espectro, el Extraño Fantasma, etc.

- Mientras que la serie animada Los Jóvenes Titanes el Robin de la serie nunca se le refiere directamente a Dick Grayson, pero hay una serie de elementos de su personaje que apuntan a Dick como el candidato más probable de todos los otros Robins. Esto incluye el color de su traje, un visual de dos trapecistas que caen en una carpa de circo cuando Raven entró en la mente de Robin en el episodio "Haunted", Robin se convirtió en Nightwing en el episodio "How Long is Forever?" además, cuando Starfire viaja por accidente al futuro, se encuentra con Nightwing y reconoce que es Robin por los discos que este usaba. En la continuación del cómic Teen Titans Go! Parece confirmar que esta versión de Robin es de hecho Dick Grayson, ya que la edición #47 se centra en Robin luchando a través del aniversario de la muerte de sus padres.[21]
  - Dick Grayson es también el Robin representado en el spin-off cómico de Teen Titans 2003, Teen Titans Go! Hay pocas veces que la serie lo demuestra, pero hay varias referencias que lo revelan como Dick Grayson: En el episodio "Staring at the Future" cuando Cyborg y Chico Bestia están en el futuro, al ir a la torre Titán se encuentran con que Robin ya se ha convertido en Nightwing y está casado con Batgirl (Barbara Gordon), la siguiente pareja de Dick Grayson luego de Starfire. En el episodio "Snuggle Time" los Titanes deciden convertirse en villanos y el nombre de Robin como villano es "Dick Gravestone", apellido que hace un juego de palabras con "Grayson". Por último, en el episodio "Egg Hunt" Robin insinúa a sus amigos su nombre al llamarse el Robin favorito, a lo que los otros Titanes contestan con que los suyos son Jason Todd, Tim Drake y Carrie Kelly, (Stephanie Brown y Damian Wayne aún no existen en esta serie) a lo que Robin se enfada diciendo que él es el primero y el favorito, osease Dick Grayson. Más tarde al hablarle a la receptora de la batcueva, le pide el paso diciendo "el Robin favorito de Batman" la receptora contesta con un "bienvenido, Jason Todd" lo que causa la furia de Robin.

- Dick Grayson aparece como parte central en el elenco de The Batman, como Robin fue expresado por Evan Sabara y como Nightwing fue expresado por Jerry O'Connell. Presentado en la cuarta temporada, esta versión es un enérgico y talentoso acróbata y uno de los principales atractivos de Hayley's Circus, junto con sus padres (voz de Kevin Conroy y Grey DeLisle) como parte de la increíble actuación de Flying Grayson hasta que Tony Zucco intentó Amenazar a los Grayson. Luego Zucco alteró los equipos de trapecio de vuelo de los Grayson, los padres de Dick caen muertes justo delante de su hijo durante una actuación. Sin miembros sobrevivientes de la familia, Dick fue tomado por Bruce Wayne. Después de que los dos trabajaron juntos para capturar Zucco. Las tensiones surgieron cuando Robin y Batgirl se encontraron. Mientras que Batgirl ha sido la compañera de Batman por algún tiempo, Robin apareció como el nuevo 'compañero oficial' de Batman con bastante facilidad (presumiblemente debido a Bruce veía la sombras de sí mismo en Dick).

- Dick Grayson aparece en Batman: The Brave and the Bold, Robin expresado por Crawford Wilson y Nightwing expresada por Jeremy Shada. El traje actual de Robin es similar al que usó Robin de la Tierra-2 al final de su carrera, el traje más joven de Robin es el clásico traje de Robin, y el traje de Nightwing es un guiño a la versión original de 1984. En el episodio "El color de la venganza!", Robin y Batman se unen cuando Crazy Quilt escapa de la prisión para vengarse de Robin. Esto tiene lugar algún tiempo después de Robin se ha trasladado a Blüdhaven y convertirse en un héroe independiente. El episodio también tiene un flashback a sus primeros días y un encuentro anterior entre el dúo dinámico y la colcha loca.

- Dick Grayson aparece en la serie animada Young Justice,[22] expresada por el actor Jesse McCartney.[23] El personaje es presentado como Robin en la Temporada 1, y transiciones en Nightwing en Young Justice: Invasion. Cuando la serie comienza en 2010, Grayson tiene 13 años (el más joven en el equipo pero el más experimentado). A Grayson Batman le prohíbe revelar su identidad secreta al equipo, llevando gafas de sol cuando fuera de disfraz (aunque parece más tarde que los miembros del equipo original se dieron cuenta de su identidad). Él es conocido por hacer chistes durante las batallas y es bueno con las computadoras. Su origen es el mismo que en los cómics, como se ve en el episodio "Performance". Después de una batalla simulada, confiesa a Canario Negro que no puede dedicarse completamente a la misión, dándose cuenta de que no quiere convertirse en Batman. Grayson se muestra ser un detective fuerte, capaz de trabajar bajo presión, y gana experiencia de liderazgo a lo largo de la primera temporada. Él se enamora de Zatanna, cuya culminación es un beso en la víspera de Año Nuevo. Hace la transición a Nightwing durante Young Justice: Invasion. Durante la brecha de cinco años entre temporadas, permite que Jason Todd y Tim Drake sean sucesores de Robin. Se muestra que es miembro de la Familia Bat, lo que implica una transición sin confrontación a Nightwing. Nightwing decide permanecer con el Equipo, rechazando una invitación para unirse a la Liga de la Justicia. Actúa como líder del equipo y despliega escuadrones en misiones (de manera similar a Batman en la temporada 1). Al final de la temporada 2, decide tomar un permiso de ausencia del equipo (devolviendo el liderazgo a Aqualad), citando que todo lo que sucede es "lo de siempre". En la temporada 3, que comienza 2 años después, Grayson está en una relación con Barbara Gordon, con esta última asumiendo su identidad de Oráculo. Su disfraz de Robin es similar a su disfraz de "New 52", pero está diseñado más prácticamente para el combate urbano. Su disfraz de Nightwing es similar a su tercer disfraz de los cómics, mejorado con equipo de protección. Esta serie de televisión no es una traducción directa de la serie de cómics de Justicia Joven del mismo nombre o cualquier historia de Jóvenes Titanes, incorporando elementos de múltiples fuentes para contar una historia única que permita la participación de múltiples Robins.

- El disfraz de Nightwing de Dick Grayson de Las nuevas aventuras de Batman aparece como un huevo de Pascua en Justice League Action en el episodio "Play Date".

- Dick Grayson como Robin aparece en la serie de 2019 DC Super Hero Girls, con la voz de Keith Ferguson. En su versión, Robin es el compañero de Batman que apareció por primera vez en un flashback en #FromBatToWorse donde se reveló a una joven Barbara Gordon y le dijo que Batman no necesita una chica como ella para ser parte de su equipo y le dijo que se fuera casa cuando se va. Aparece nuevamente en #Gotham Con, donde se reveló que él era el invitado especial en lugar de Batman y después de que insultó a Barbara frente a las personas en la estafa, Harleen (Harley Quinn) decidió vengarse de él, pero se frustra gracias a la interferencia de Batgirl (Barbara Gordon). Más tarde, durante el Concurso de Cosplay, Robin descubre una bomba debajo de su asiento mientras Batgirl y Harley intentan deshacerse de la bomba, y después de que ambos logran detenerla, Robin se puso un poco celoso al ver la atención que normalmente recibiría ahora en el centro de atención de Batgirl y Harley. Más tarde apareció en un flashback al final donde Harley lo obligó a darle a Babs una foto autografiada de él mismo. Él es el líder de los Tween Titans, en el episodio #Tween Titans, Robin (que va por Dick Grayson) está celebrando una fiesta de cumpleaños y tanto Karen como Jessica fueron contratadas para verlo a él y a sus amigos mientras Bruce Wayne y Alfred están durante una presentación en vivo de Make It Wayne. Durante la fiesta, Robin y sus amigos se revelaron y comenzaron a causar caos en toda la Mansión. Sería hasta que Karen y Jessica usen sus poderes no solo para derrotar a Robin y los Titanes, sino que también logren ponerlos a dormir.

### Cine

#### Acción en vivo

##### Serie de películas de Batman
- La versión de edición especial del Batman DVD cuenta con una secuencia de dibujo animado de cuando sus padres son asesinados por el Joker. Jason Hillhouse ofrece la voz de Dick Grayson, mientras que Kevin Conroy y Mark Hamill repiten sus respectivos papeles (del universo animado DC) como Batman y el Joker en la secuencia del guion gráfico. El director Tim Burton planeó lanzar al actor Ricky Addison Reed como Robin, pero más tarde sintió que era poco importante para la historia y cortó a Robin por completo. Marlon Wayans fue lanzado originalmente como Robin en la película de 1992 Batman Returns,[24] sin embargo se pensó que la película ofreció demasiados personajes, así que fue omitido de esa película. Fue considerado para el papel en Batman Forever, pero el cambio en directores de Tim Burton a Joel Schumacher significaría también un cambio en la elección del actor para el papel de Robin.[24]

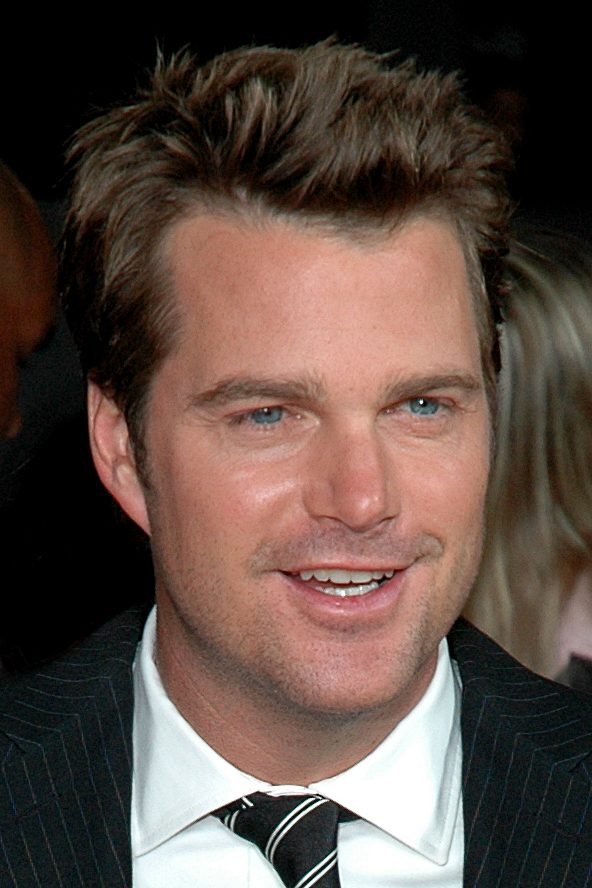
Chris O'Donell interpreta a Dick Grayson/Robin en la tetralogía Burton/Schumacher de Batman.

- Dick Grayson es interpretado por el actor Chris O'Donnell en Batman Forever (1995). En la serie de películas, Richard "Dick" Grayson está en su adolescencia, y es el más joven de dos hermanos, y el "Flying Graysons" actúa como un cuarteto familiar (en lugar de un trío). Los padres de Grayson y su hermano mayor murieron después de ayudar a frustrar el plan de Dos Caras de celebrar la Elite Social de Ciudad Gótica en una recaudación de fondos de caridad de Circus con una bomba. Sus muertes fueron causadas cuando Dos Caras dispara a ellos. Después de sus muertes, Dick es admitido como pupilo de Bruce Wayne, aunque Dick está más interesado en asumir y vengarse de Dos Caras por sí mismo. Sospechoso de la conducta de Bruce y Alfred Pennyworth en torno a cierta puerta que mantienen cerrada, Dick acaba de encontrar su camino en el Batcave. Después de haber descubierto la identidad de Wayne como Batman, Dick insiste en convertirse en un luchador del crimen, tomando el nombre de "Robin", un viejo apodo cortesía de su difunto padre y hermano mayor, y colaborando con Batman para derrotar al Acertijo/Enigma y Dos Caras y vengar a su familia.

- En la secuela de 1997 Batman y Robin, Chris O'Donnell repitió el papel de Robin. Su traje ha cambiado para parecerse a Nightwing en los cómics, pero sigue siendo "Robin". En la película, está harto de estar a la sombra de Bruce y está constantemente en desacuerdo con Batman gracias a los poderes de Hiedra Venenosa.

##### Universo extendido de DC
En febrero de 2017, se anunció que Warner Bros. está desarrollando una película de acción en vivo centrada en el conjunto de personajes del Universo extendido de DC con Bill Dubuque escribiendo el guion y el director de The Lego Movie Chris McKay firmado como director. En su página de redes sociales, el director Zack Snyder reveló que el vandalizado disfraz de Robin que se ve en Batman v Superman: Dawn of Justice originalmente fue planeado para pertenecer a Dick Grayson. El cineasta además explicó que su plan era que el personaje fuera asesinado por el Joker antes de los eventos de la película. Sin embargo, esto cambió cuando el estudio anunció el desarrollo de Nightwing. A partir de 2018, no se han publicado anuncios de actores principales.

#### Animación

##### Lanzamiento teatral
Robin aparece en The Lego Batman Movie, con la voz de Michael Cera. Esta versión fue adoptada por Batman cuando era un adolescente y su vestimenta de Robin es en realidad una vestimenta reggae modificada para Batman con los pantalones quitados (los pantalones eran demasiado ajustados para él). Tiene unas grandes gafas verdes similares a la versión de Carrie Kelley. Durante el clímax, se pone brevemente una armadura de Batman con la etiqueta "Nightwing" cuando intenta salvar a Barbara Gordon y Alfred Pennyworth.

##### Lanzamientos directos a video
- Robin aparece en la película animada directa al video Justice League: The New Frontier, con la voz de Shane Haboucha. En su primera aparición en su traje original desde el final de The Super Powers Team: Galactic Guardians, esta versión aparentemente fue adoptada como adolescente cuando Batman se da cuenta de que está asustando a los inocentes, en lugar de ser adoptado como un niño; las circunstancias que rodean su reunión no se muestran. Robin pensó que Superman era genial y mostró grandes habilidades en acrobacias en la Batcave.
- Nightwing aparece en el largometraje Batman: Under the Red Hood, con la voz de Neil Patrick Harris. Esta versión ya es Nightwing, pero se menciona como la primera versión de Robin antes de Jason Todd. Al comienzo de la historia, Nightwing derriba a dos matones menores, uno de los cuales sabe que Nightwing fue alguna vez Robin, al igual que el Joker. Nightwing luego ayuda a Batman a perseguir a Red Hood, pero es herido en una explosión provocada por Red Hood. Mientras está siendo vendado por Alfred Pennyworth en la Batcave, insiste en ayudar a Batman pero no puede debido a su lesión y se le dice que se vaya a casa, pero no antes de que el Caballero Oscuro le dé las gracias por su ayuda, lo que lo sorprende. Nightwing también se ve en los informes de audiencia del epílogo de la película sobre el arresto del Joker.
- Robin aparece en JLA Adventures: Trapped in Time, con la voz de Jack DeSena. La película estaba destinada a ser un reinicio, en cierto modo, de la clásica serie Super Friends, en la que Dick Grayson se une a Batman y varios héroes, la Liga de la Justicia en este caso, en aventuras. Robin desempeña un papel de apoyo y actúa como una especie de papel de aluminio para los dos futuros miembros de la Legión de Super-Héroes, Karate Kid y Dawnstar. Se muestra que Robin tiene una relación cercana con Batman, aunque tiende a ignorar sus órdenes.
- Dick Grayson (expresado por Sean Maher) aparece en Son of Batman,[28] Batman vs. Robin,[29] Batman: Bad Blood,[30] Justice League vs. Teen Titans,[31] y Teen Titans: The Judas Contract.[32] Dick inicialmente aparece como Nightwing en Son of Batman y Batman vs. Robin. Grayson también actuó como una versión de reemplazo de Batman para la mayoría de Batman: Bad Blood. Incluso se muestra en Justice League vs. Teen Titans. También están involucrados de manera romántica, como se muestra en Teen Titans: The Judas Contract.
- Nightwing (con la voz de Will Friedle) aparece en Batman Unlimited: Animal Instincts, Batman Unlimited: Monster Mayhem y Batman Unlimited: Mech vs. Mutants.
- Dick Grayson / Nightwing aparece en Lego DC Comics Super Heroes: Justice League: Gotham City Breakout, con la voz de Will Friedle. Se une a Barbara Gordon / Batgirl para hacer que Batman se vaya de vacaciones, pero esto lleva a los tres encuentros con Deathstroke y Bane, mientras la Liga de la Justicia y los Teen Titans se enfrentan a una gran cantidad de villanos de Batman en Gotham.
- Burt Ward vuelve a interpretar su papel de Dick Grayson / Robin en la película animada Batman: Return of the Caped Crusaders, que tiene lugar en la continuidad del programa de televisión de los años sesenta.[33]
- Loren Lester retoma su papel del Universo Animado de DC como Dick Grayson / Nightwing en Batman y Harley Quinn. En la película, se une a Batman y Harley Quinn para detener a Hiedra Venenosa y a Floronic Man y se demuestra que tiene una relación sexual con Harley que es mal vista por Batman.
- En la película de 2018 Batman Ninja aparece una versión de Nightwing en Japón de Daisuke Ono (estreno en Japón) y Adam Croasdell (estreno en Estados Unidos).
- Una versión victoriana de Dick Grayson cuyo nombre es Dickie aparece en Batman: Gotham by Gaslight, él es un huérfano y ladrón callejero junto a Jason y Timmy, que son versiones victorianas de Jason Todd y Tim Drake, inicialmente están bajo la responsabilidad de Big Bill Dust, pero Batman los libera poco después, quien les pide ayuda para el final de la película.
- Robin de Dick Grayson es el personaje principal de la película de animación teatral 2018, Teen Titans Go! to the Movies. Desea tener su propia película de teatro y hace todo lo posible para lograrlo, lo que lleva al desarrollo de los eventos de la película.
- Los Teen Titans Go! y las versiones originales de la serie animada Teen Titans de Robin aparecen en Teen Titans Go! vs. Teen Titans, con Scott Menville repitiendo el papel para ambos. Además, varias versiones alternativas de Robin / Nightwing de Dick Grayson aparecen a lo largo de la película, que incluyen sus contrapartes de Tiny Titans, el cómic New Teen Titans y el Universo Animado de DC (con Sean Maher repitiendo el papel).

### Videojuegos
- Robin apareció en el videojuego Batman: The Animated Series.
- Robin apareció en el videojuego The Adventures of Batman & Robin, expresado nuevamente por Loren Lester. Es un personaje jugable en las versiones Sega Genesis, Sega CD y Sega Game Gear del juego.
- Robin apareció en el videojuego Batman Forever.
- Robin apareció en Batman Forever: The Arcade Game.
- Robin apareció en el videojuego de Batman & Robin.
- Nightwing aparece en Batman: Chaos en Gotham.
- Nightwing aparece en Batman: Gotham City Racer.
- Nightwing aparece en Batman: Rise of Sin Tzu, expresado nuevamente por Loren Lester.
- Robin aparece como un personaje jugable en Batman: The Brave and the Bold (videojuego), otra vez expresado por Crawford Wilson.
- Nightwing aparece como un personaje jugable en Young Justice: Legacy, nuevamente expresado por Jesse McCartney.
- Nightwing aparece como un personaje no jugable y como un personaje Legends jugable en DC Universe Online, con la voz de Joey Hood.

#### Serie deArkham
Dick Grayson aparece en la serie de Batman: Arkham.
- Nightwing es jugable en los mapas de desafío de Batman: Arkham City.
- Robin se puede jugar en el componente multijugador de Batman: Arkham Origins, con la voz de Josh Keaton. También se ve un póster para los Flying Graysons.
- Nightwing aparece en Batman: Arkham Knight, con la voz de Scott Porter. Él tiene un papel en la historia a diferencia de las entregas anteriores, específicamente en la búsqueda lateral que se centra en acabar con el Pingüino. Él es capturado por los matones de Pingüino, pero Batman lo rescata cuando derrotan a las actividades criminales de Penguin. Si el jugador completa la búsqueda secundaria antes del final de la historia principal, Batman le dice a Dick que está orgulloso y le hace prometer a Dick que mantendrá a salvo a Blüdhaven. También aparece como jefe en el mapa de DLC de Harley Quinn, donde es derrotado por Harley Quinn y Hiedra Venenosa. Nightwing aparece nuevamente en la misión "Season of Infamy" enfocada en Killer Croc. Batman y Nightwing cazan y finalmente encierran a Killer Croc en GCPD. Protagoniza la misión "Bloqueo de GCPD", donde evita que Pingüino escape de Arkham Asylum con la ayuda de Lucius Fox.
- Nightwing hace una breve aparición en Batman: Arkham VR. En la estimulación, Batman investiga la muerte de Nightwing en un callejón, lo que a Batman le sorprende por la habilidad de Dick. Al final del juego, se revela que un Batman poseído por un Joker fue el que lo mató, aunque hay alusiones que indican que el juego tiene lugar en la pesadilla de Batman.

#### SerieLego DC
- El personaje aparece en Lego Batman: el videojuego, con la voz de James Arnold Taylor. Nightwing es un personaje separado, mientras que Dick Grayson está disponible en la versión de Nintendo DS.[34]
- Nightwing aparece como un personaje jugable a través de contenido descargable en Lego Batman 2: DC Super Heroes, con la voz de Cam Clarke. Nightwing está en su aspecto moderno.
- El personaje aparece como personajes jugables separados en Lego Batman 3: Beyond Gotham, con la voz de Josh Keaton (Nightwing) y de Charlie Schlatter (Robin). Nightwing está en su estilo de cómic New 52, mientras que Robin está en su diseño de Batman en la década de 1960, y Dick Grayson aparece como Agente 37.
- La versión de LEGO Batman Movie de Dick Grayson se puede jugar en Lego Dimensions, donde el jugador puede cambiar entre Robin y Nightwing alter ego. Usando a Robin en los Teen Titans Go!. El mundo de la aventura lo convierte en la versión del personaje, de Teen Titans Go! reproducida por Scott Menville. La versión de Nightwing de Teen Titans Go! también hace un cameo.
- Nightwing aparece como un personaje jugable en Lego DC Super-Villains, con la voz de Matthew Mercer. Él se desempeña como jefe junto a Batgirl en un capítulo de la historia.

#### Serie deInjustice
- Nightwing aparece como un personaje jugable en Injustice: Gods Among Us, con la voz de Troy Baker. En la apertura del modo historia, ayuda a Cyborg y Raven a defender la Atalaya de un asalto liderado por Lex Luthor. Cuando Luthor habla sobre la reconstrucción de Metrópolis, Nightwing golpea al villano. En la realidad alternativa, Damian Wayne ha tomado el manto de Nightwing, habiendo matado accidentalmente a Grayson de su universo antes de los eventos del juego.
- Dick Grayson se menciona en Injustice 2 como fallecido en las interacciones de Damian Wayne, Batman y Starfire con otros personajes. Él hace un cameo como Robin en el final de Starfire ya que ella tiene un flashback de los Titans celebrando antes de su fallecimiento.